# 道の駅しかおい

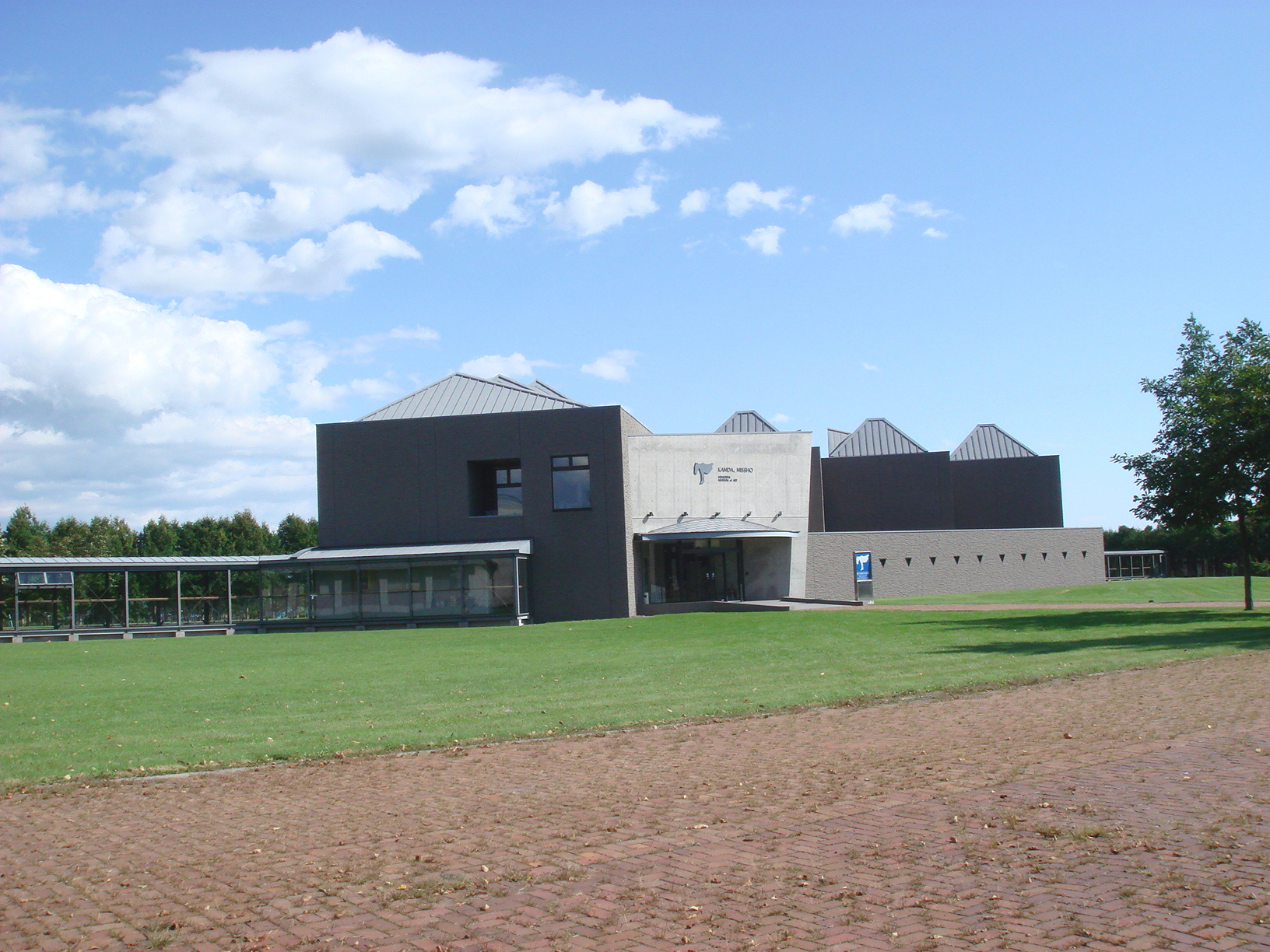
神田日勝記念美術館

道の駅しかおい（みちのえき しかおい）は、北海道河東郡鹿追町にある国道274号の道の駅である。

## 主な施設
- 駐車場
  - 普通車：158台
  - 大型車：5台
  - 身障者用：3台
- トイレ（いずれも、24時間利用可能）
  - 男：大 2器、小 5器
  - 女：5器
  - 身障者用：1器 ※オストメイト対応トイレ : 1器
- 公衆電話：1台
- 神田日勝記念美術館
※営業時間は、10:00 - 17:00
- 特産品販売コーナー
- 情報ステーション花ぽっぽ（地域情報・道路情報）
- 乗馬体験

## 休館日
- 不定休

## アクセス
- 国道274号（北海道道133号音更新得線 重複）

## 周辺
- 鹿追町役場